# 제로부터 시작하는 마법의 서
《제로부터 시작하는 마법의 서》(ゼロから始める魔法の書)는 코바시리 카케루가 집필한 일본의 라이트 노벨 작품, 또는 그것을 원작으로 한 미디어 믹스 작품이다. 원작의 일러스트는 시즈마요시노리가 담당하고 있다.

## 간행 목록

### 원작
2014년 2월부터 덴게키 문고(KADOKAWA, 아스키 미디어 워크스)에서 간행되고 있다.
| 타이틀 | 타이틀                                             | 초판 발행        | ISBN                   |
| ------ | -------------------------------------------------- | ---------------- | ---------------------- |
| 1      | ゼロから始める魔法の書                             | 2014년 2월 8일   | ISBN 978-4-04-866312-0 |
| 2      | ゼロから始める魔法の書II アクディオスの聖女〈上〉  | 2014년 11월 8일  | ISBN 978-4-04-866649-7 |
| 3      | ゼロから始める魔法の書III アクディオスの聖女〈下〉 | 2015년 2월 8일   | ISBN 978-4-04-869256-4 |
| 4      | ゼロから始める魔法の書IV 黒竜島の魔姫              | 2015년 8월 8일   | ISBN 978-4-04-865306-0 |
| 5      | ゼロから始める魔法の書V 楽園の墓守                 | 2015년 12월 10일 | ISBN 978-4-04-865565-1 |
| 6      | ゼロから始める魔法の書VI 詠月の魔女〈上〉          | 2016년 4월 9일   | ISBN 978-4-04-865913-0 |
| 7      | ゼロから始める魔法の書VII 詠月の魔女〈下〉         | 2016년 8월 10일  | ISBN 978-4-04-892276-0 |

### 만화
이와사키 타카시 작화의 만화가 〈전격 마왕〉에서 2015년 2월호부터 연재 중이다. 단행본은 덴게키 코믹스NEXT(KADOKAWA, 아스키 미디어 워크스)에서 간행되고 있다.
| 타이틀 | 타이틀                    | 초판 발행       | ISBN                   |
| ------ | ------------------------- | --------------- | ---------------------- |
| 1      | ゼロから始める魔法の書I   | 2015년 5월 8일  | ISBN 978-4-04-865235-3 |
| 2      | ゼロから始める魔法の書II  | 2015년 10월 9일 | ISBN 978-4-04-865433-3 |
| 3      | ゼロから始める魔法の書III | 2016년 3월 10일 | ISBN 978-4-04-865849-2 |
| 4      | ゼロから始める魔法の書IV  | 2016년 8월 10일 | ISBN 978-4-04-892271-5 |

## 게임
덴게키 문고 FIGHTING CLIMAX IGNITION

2015년 12월 17일에 발매되었다. 덴게키 문고와 SEGA의 공동 프로젝트로 제작된 2D 대전 격투 게임이다.
가정판 내에서 추가 캐릭터로, 서포트 캐릭터인 제로가 등장한다.

## TV 애니메이션
2017년 4월부터 6월까지 AT-X, 도쿄 MX, 선 TV, 교토 방송, BS후지에서 방영되었다.

### 스태프
- 감독 - 히라카와 테츠오
- 캐릭터 디자인 - 키미야 료스케, 마타가 다이스케
- 프로듀스 - 인피니트
- 애니메이션 제작 - WHITE FOX